# Sink Your Teeth Into That
Sink Your Teeth Into That, è il secondo album della formazione statunitense dei Talas, pubblicato nel 1982 da Relativity Records. L'album è stato prodotto da Robert Conolly per "Double A Entertainment" e coprodotto da Billy Sheehan, è stato registrato ai "Phase One Studios" di Toronto, Ontario (Canada) è stato masterizzato presso "Cutting Room N.Y.C" di New York da Joe Brescio e Jay Krugman.

## Formazione
- Billy Sheehan (basso e voce)
- Dave Costantino (chitarra e voce solista)
- Paul Varga (batteria e voce solista)

## Tracce
Tutte le canzoni sono state scritte da Billy Sheehan, eccetto "Outside Lookin' in" che è stata scritta da Billy Sheehan, Dave Costantino e Paul Varga.
1. Sink Your Teeth Into That – 3:44
2. Hit and Run – 3:20
3. NV43345 – 2:22
4. High Speed on Ice – 3:17
5. Shy Boy – 3:00
6. King of the World – 3:08
7. Outside Lookin' In – 4:02 (Billy Sheehan, Dave Costantino e Paul Varga)
8. Never See Me Cry – 4:10
9. Smart Lady – 3:49
10. Hick Town – 3:00